# Паранормальне явище: Фатальна мітка
Паранормальне явище: Фатальна мітка (англ. Paranormal Activity: The Marked Ones) — американський фільм жахів режисера і сценариста Крістофера Б. Лендона, що вийшов 2014 року. У головних ролях Ендрю Джейкобс, Річард Кабрал.
Продюсерами були Джейсон Блум і Орен Пелі. Вперше фільм продемонстрували 1 січня 2014 року у Великій Британії та ряді інших країн.
В Україні у кінопрокаті прем'єра фільму відбулась 9 січня 2014.

## Сюжет
Сусідку старшокласника Джессі, що жила на поверсі нижче, було вбито. Після відвідин її квартири, юнак помічає на собі якусь дивну мітку, що виглядає як укус. З часом він дізнається, що це мітка демона і це лише питання часу, коли він повністю підкорить Джессі.

## У ролях
| Актор          | Персонаж                             | Роль                        |
| -------------- | ------------------------------------ | --------------------------- |
| Ендрю Джейкобс | Джессі англ. Jesse                   | старшокласник               |
| Річард Кабрал  | Артуро англ. Arturo                  |                             |
| Карлос Праттс  | Оскар Ернандес англ. Oscar Hernandez | колишній однокласник Джессі |
| Ґабріелла Волш | Марісоль англ. Marisol               | подруга Джессі              |
| Хорхе Діас     | Гектор англ. Hector                  | друг Джессі                 |

## Сприйняття

### Критика
Фільм отримав змішано-негативні відгуки: Rotten Tomatoes дав оцінку 38 % на основі 69 відгуків від критиків (середня оцінка 4,6/10) і 44 % від глядачів із середньою оцінкою 3/5 (25,536 голосів). Загалом на сайті фільми має негативний рейтинг, фільму зарахований «гнилий помідор» від кінокритиків і «розсипаний попкорн» від глядачів, Internet Movie Database — 5,2/10 (6 499 голосів), Metacritic — 42/100 (19 відгуків критиків) і 4,8/10 від глядачів (75 голосів). Загалом на цьому ресурсі від критиків і від глядачів фільм отримав змішані відгуки.

### Касові збори
Під час показу в Україні, що стартував 9 січня 2014 року, протягом першого тижня фільм був показаний у 73 кінотеатрі і зібрав 212,811 $, що на той час дозволило йому зайняти 6 місце серед усіх прем'єр. Станом на 22 січня 2014 року показ фільму триває 2 тижні і за цей час стрічка зібрала 344,925 $.
Під час показу у США, що розпочався 3 січня 2014 року, протягом першого тижня фільм був показаний у 2,867 кінотеатрах і зібрав 18,343,611 $, що на той час дозволило йому зайняти 2 місце серед усіх прем'єр. Станом на 22 січня 2014 року показ фільму триває 20 днів (2,9 тижня) і за цей час фільм зібрав у прокаті у США 31,716,686  доларів США, а у решті країн 43,900,000 $, тобто загалом 75,616,686 $ при бюджеті 5 млн $.

### Виноски
1. 1 2 3  Paranormal Activity: The Marked Ones: Release Info (англ.). Internet Movie Database. Процитовано 24 січня 2014.
2. 1 2  Паранормальне явище: Фатальна мітка. Kino-teatr.ua. Процитовано 24 січня 2014.
3. 1 2 3  Paranormal Activity: The Marked Ones (англ.). The Numbers. Процитовано 24 січня 2014.
4. 1 2 3 4  Paranormal Activity: The Marked Ones (англ.). Box Office Mojo. Процитовано 24 січня 2014.
5. 1 2  Paranormal Activity: The Marked Ones (англ.). Internet Movie Database. Процитовано 24 січня 2014.
6. ↑  Paranormal Activity: The Marked Ones (англ.). Allmovie. Процитовано 24 січня 2014.
7. ↑  Paranormal Activity: The Marked Ones: Full Cast & Crew (англ.). Internet Movie Database. Процитовано 24 січня 2014.
8. ↑  Paranormal Activity: The Marked Ones (англ.). Rotten Tomatoes. Процитовано 24 січня 2014.
9. ↑  Paranormal Activity: The Marked Ones (англ.). Metacritic. Процитовано 24 січня 2014.
10. ↑  Paranormal Activity: The Marked Ones — Ukraine Weekend Box Office (англ.). Box Office Mojo. Процитовано 24 січня 2014.